# Рипли
Вижте пояснителната страница за други значения на Рипли.
Рипли (на английски: Ripley) е село в Югоизточна Англия, графство Съри. Намира се на 40 km югозападно от центъра на Лондон. Населението му е 2226 души (по приблизителна оценка от юни 2017 г.).
В Рипли е роден музикантът Ерик Клептън (р. 1945).